# Un sol radiant
Un sol radiant és una pel·lícula dramàtica catalana de 2023, dirigida per Mònica Cambra i Arianda Fortuny i escrita per la mateixa Fortuny i Clàudia Garcia de Dios. És protagonitzada per Laia Artigas, Nunu Sales, Núria Prims i Jaume Villalta. Es va estrenar en el D'A Film Festival Barcelona el 24 de març de 2023, on va guanyar el Premi Talents, i es va estrenar als cinemes el 17 de maig de 2024, amb distribució de Begin Again Films.

## Trama
Durant els últims dies de vida abans de la fi del món, la Mila (Laia Artigas), la seva germana gran (Nunu Sales) i la seva mare (Núria Prims), passen uns dies en una casa de camp, aïllades del mundanal soroll. No obstant això, es respira en l'ambient una calma cada vegada més tibant, i els nervis estan a flor de pell. Mentre lluita per comprendre la complexitat de la mort, la Mila intenta mantenir unida a la seva família celebrant una festa que té lloc l'últim dia de vida en la terra.

## Repartiment
- Laia Artigas com a Mila
- Nunu Sales com a Ingrid
- Núria Prims com Alicia
- Jaume Villalta com a Gabriel

## Producció
El projecte d'Un sol radiant va ser creat per sis estudiants de cinema, Mònica Cambra, Arianda Fortuny, Clàudia Garcia de Dios, Lucía Herrera, Betlem Puime i Mònica Tort, com un treball de final de grau de la carrera de Comunicació Audiovisual de la Universitat Pompeu Fabra de Barcelona. Les sis estudiants van iniciar una campanya de micromecenatge a través de Verkami el 2020 per a finançar el rodatge de 20 minuts de la pel·lícula per a la creació d'un tast visual representatiu, i van obtenir 5.030 euros de 212 mecenes, sobre un objectiu inicial de 3.500 euros. El 2022, la pel·lícula va guanyar el premi del D'A Film Lab Barcelona al D'A Film Festival Barcelona 2022, i van obtenir una ajuda de 20.000 euros per a completar el llargmetratge.

## Estrena i màrqueting
Un sol radiant es va estrenar en el D'A Film Festival Barcelona 2023 el 24 de març de 2023. El gener de 2024, la distribuïdora independent Begin Again Films va programar la seva estrena per al 17 de maig de 2024.